# كاري يختونين
كاري يختونين (بالفنلندية: Kari Lehtonen)‏ هو لاعب هوكي الجليد فنلندي، ولد في 16 نوفمبر 1983 في هلسنكي في فنلندا.

## وصلات خارجية
- كاري يختونين على موقع دوري الهوكي الوطني (الإنجليزية)
- كاري يختونين على موقع قاعة مشاهير الهوكي (لاعب أن.إتش.أل) (الإنجليزية)
- كاري يختونين على موقع EliteProspects.com (الإنجليزية)
- كاري يختونين على موقع Eurohockey.com (الإنجليزية)
- كاري يختونين على موقع HockeyDB.com (الإنجليزية)
- كاري يختونين على موقع Hockey-Reference.com (الإنجليزية)
- كاري يختونين على موقع اللجنة الأولمبية الدولية (الإنجليزية)
- كاري يختونين على موقع أوليمبيديا (الإنجليزية)